# Das alte Lied (1945)
Das alte Lied ist ein 1944 gedrehter deutscher Spielfilm von Fritz Peter Buch nach literarischen Vorlagen von Theodor Fontane. In den Hauptrollen spielen Winnie Markus und Ernst von Klipstein.

## Handlung
Berlin, in den 1880ern. Der junge Graf Erwin von Haldern lernt bei einer Festivität die scheue Blumenbinderin Stine kennen. Rasch verliebt er sich in das bescheidene Mädchen, das wiederum von Gärtner Franke zaghaft umworben wird, und macht ihr wenig später seine Aufwartung. Stine beginnt die Avancen des Grafen zu erwidern, und beide nähern sich vorsichtig an. Sie verbringen eine schöne Zeit miteinander, doch Erwin hat ein Problem, und das heißt Onkel Richard. Dieser ist sehr standesbewusst und erwartet von Erwin, dass er die gesellschaftlich gleichrangige Käthe von Sellenthin ehelicht.
Als Erwin am Silvesterabend gemeinsam mit Stine einen Jahresabschlussball besucht, macht sich ein Bekannter aus Erwins adeligem Umfeld an Stine heran. Dieser Alf von Rexin kompromittiert Stine, sodass Erwin sich genötigt fühlt, den dreisten Rexin zum Duell herauszufordern. Dabei wird Erwin schwer verletzt. Stine weiß nichts von den Ereignissen und erfährt erst von Erwins Verwundung, als Franke ihr davon erzählt. Als sie Erwin daraufhin besuchen will, ist er bereits auf dem Wege der Besserung. Der gräfliche Diener lässt das Mädchen aus dem Volke jedoch nicht zu ihm vor, und so muss Stine unverrichteter Dinge wieder gehen. Das sieht Käthe und spricht Stine daraufhin an.
Ganz im Standesbewusstsein gefangen, macht die adelige Freundin Erwins der Blumenbinderin klar, dass die Standesunterschiede der Liebenden eine zukünftige Verbindung unmöglichen machen würden. Stine gibt sich geschlagen und will Erwin nicht weiter bedrängen. Als dieser jedoch vollständig genesen ist, zieht es ihn als erstes sofort zu seiner großen Liebe. Erwin macht Stine einen Heiratsantrag, doch die zutiefst verunsicherte junge Frau erklärt ihm nun ihrerseits, dass beide aufgrund ihrer zu unterschiedlichen Herkunft niemals glücklich miteinander werden könnten, zumal seine adelige Verwandtschaft diese Verbindung keinesfalls gutheißen werde. Daraufhin trennen sie sich. Stine heiratet ihren alten Verehrer Franke, und Erwin geht schließlich die Ehe mit Käthe von Sellenthin ein.

## Produktionsnotizen
Gedreht wurde ab dem 18. Mai bis Ende Juli 1944 in Amsterdamer und Den Haager Filmateliers sowie im Althoff-Atelier von Potsdam-Babelsberg. Die Zensur erfolgte am 30. Januar 1945, ein Jugendverbot wurde erlassen. Die Uraufführung erfolgte exakt zwei Monate später, am 30. März 1945 in den BTL-Lichtspielen von Berlins Potsdamer Straße. Damit war Das alte Lied einer der letzten Filme, die im Deutschen Reich uraufgeführt wurden.
Die Bauten stammen aus der Hand von Hans Ledersteger und Ernst Richter, die Kostüme entwarf Ludwig Hornsteiner. Herstellungsgruppenleiter (Produzent) Franz Tapper hatte auch die Produktionsleitung.
Die beiden Lieder des Films, Das kann mir nicht mehr passieren und Hach, Waldemar, wurden von Grethe Weiser, die hier eine Chansonsängerin spielt, vorgetragen.
Das Drehbuch entstand frei nach den Novellen Stine (1890) und Irrungen, Wirrungen (1888) von Theodor Fontane nach einem Entwurf von Georg C. Klaren.

## Kritik
„Nach Motiven aus Fontane-Novellen zusammengemischtes Melodram über unüberwindliche Standesunterschiede, als deutsche Kriegsproduktion in holländischen Ateliers gedreht.“